# Сплюшка еквадорська
Сплюшка еквадорська (Megascops petersoni) — вид совоподібних птахів родини совових (Strigidae). Мешкає в Андах. Вид названий на честь американського орнітолога Роджера Торі Петерсона.

## Опис
Довжина птаха становить 23-24 см, вага 88-119 г. Верхня частина тіла коричнева, поцяткована темно-коричневими і охристими смужками. Крила і хвіст коричневі, поцятковані чорними смужками. Лицевий диск коричневий з чорнуватими краями, нижня частина тіла світло-рудувато-коричнева, поцяткована коричневими смужками. На голові пір'яні "вуха" середньої довжини. Очі темно-карі, дзьоб сизий, лапи оперені до кінчиків пальців. Голос — серія криків «пу-пу-пу-пу», яка швидко починається, набирає темп і різко обривається.

## Поширення і екологія
Еквадорські сплюшки мешкають на східних схилах Анд на півдні Еквадору і півночі Перу, а також локально на півночі Колумбії. Вони живуть у гірських хмарних лісах з великою кількістю епіфітів, на висоті від 1900 до 2200 м над рівнем моря. Ведуть нічний спосіб життя. Живляться переважно комахами, а також дрібними хребетними. Гніздяться в дуплах дерев.